# Rouslan Olikhver
Rouslan Iosifovitch Olikhver (en russe : Руслан Иосифович Олихвер) est un ancien joueur russe (d'origine lettone) de volley-ball né le 11 avril 1969 à Riga (RSS de Lettonie). Il mesure 2,04 m et jouait central. Il totalise 213 sélections en équipe de Russie.

## Clubs
| Club                 | De        | À         |
| -------------------- | --------- | --------- |
| Radiotekhnik Riga    | 1988-1989 | 1991-1992 |
| S.S. Lazio Pallavolo | 1992-1993 | 1992-1993 |
| Pallavolo Modène     | 1993-1994 | 1994-1995 |
| ECU Suzano           | 1995-1996 | 1998-1999 |
| Piemonte Volley      | 1999-2000 | 1999-2000 |
| CR Vasco da Gama     | 2000-2001 | 2000-2001 |
| Luzhniki Moscou      | 2001-2002 | 2001-2002 |
| Zenit Kazan          | 2004-2005 | 2005-2006 |
| Fakel Novy Ourengoï  | 2006-2007 | 2006-2007 |

## Palmarès

### Club et équipe nationale
- Jeux olympiques
  - Finaliste : 2000
- Championnat du monde
  - Finaliste : 2002
- Ligue mondiale (1)
  - Vainqueur : 2002
  - Finaliste : 1993, 1998, 2000
- Coupe du monde (2)
  - Vainqueur : 1991, 1999
- Championnat du monde des moins de 21 ans (1)
  - Vainqueur : 1989
- Championnat d'Europe (1)
  - Vainqueur : 1991
  - Finaliste : 1999
- Championnat d'Europe des moins de 21 ans (1)
  - Vainqueur : 1988
- Coupe des Coupes puis Coupe de la CEV (2)
  - Vainqueur : 1995, 2007
- Supercoupe d'Europe
  - Perdant : 2000
- Championnat de Russie
  - Vainqueur : 2002
- Championnat du Brésil (1)
  - Vainqueur : 1997
  - Finaliste : 1996
- Championnat d'Italie (1)
  - Vainqueur : 1995
- Coupe de Russie (1)
  - Vainqueur : 2004
- Coupe d'Italie (2)
  - Vainqueur : 1994, 1995
- Supercoupe d'Italie (1)
  - Vainqueur : 1999

### Distinctions individuelles
- Meilleur contreur de la Ligue mondiale 1992